# Na Jordana
La calle Na Jordana se encuentra en el casco viejo de la ciudad de Valencia (España), concretamente al Barrio del Carmen.

Es célebre en toda la ciudad por su comisión fallera. Cuenta con 125 años de historia y es una de las más laureadas a lo largo de la historia de la fiesta de las Fallas de Valencia.

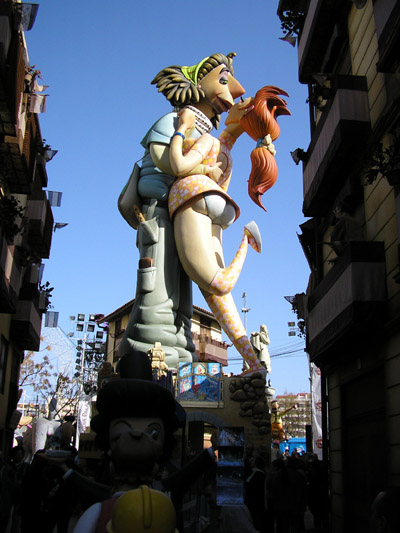
La falla Na Jordana actualmente se planta en la Plaza del Portal Nou. (fotografía de 2005).

El monumento fallero, siempre de categoría especial, no es plantado en la propia plaza Na Jordana desde el año 1983, pues el monumento crecía y la angostez de esta plaza del casco viejo de la ciudad hacia difícil el encajar tanta falla y, se pasó a  plantar concretamente en la plaza del Portal Nou, muy próxima a la plaza Na Jordana, actualmente denominada plaza Pere Borrego Galindo (faller), donde dispone de espacio suficiente para un monumento que acostumbra a ser grandioso. La  falla Na Jordana ha conseguido doce veces el primer premio de todas las categorías de las Fallas de Valencia, en los años 1956, 1965, 1975, 1980, 1982, 1986, 1988, 1990, 1994, 1995, 1997 y 2003.
Según algunas investigaciones, el nombre de la calle proviene del hecho de que en ella había un horno regentado por una mujer cuyo marido se llamaba Jordà. Era costumbre en aquella época llamar a la mujer por el nombre de su esposo en femenino; de ahí el apelativo de Jordana que recibió. El artículo "Na" (< lat. DOMINA) empleado en el nombre de la calle es un arcaísmo en el actual valenciano, pero aún es usual en el mallorquín. Esta forma era utilizada como tratamiento de cortesía para las damas y señoras antes del nombre como en este caso.
- Datos: Q10975381
- Multimedia: Carrer de Na Jordana / Q10975381